# Dance!...Ya Know It!
A Dance!...Ya Know It! az amerikai R&B énekes Bobby Brown első remix albuma, mely eddig megjelent slágereinek remixeit tartalmazza. Az albumra a Szellemirtók II zenéje, az On Our Own című is felkerült, valamint a brit és európai verzión a Bobby Brown Freestyle Megamix is helyet kapott. A mixet Rita Liebrand mixelte. Az ausztrál verzión az Every Little Hit Mix is szerepel, mely szintén megjelent a Roni című kislemezen, annak is a B oldalán.

## Megjelenések
LP  MCA 6342 

CD  MCA Records WMC5-8
1. "Roni" (Babyface, Darnell Bristol) – 6:12
2. "Rock Wit'cha" (Babyface, Bristol) – 5:13
3. "Girl Next Door" (Melvin Wells) – 5:34
4. "Don't Be Cruel" (Babyface, Reid, Daryl Simmons) – 5:38
5. "Every Little Step" (Babyface, Reid) – 4:38
6. "On Our Own" (Babyface, Reid, Simmons) – 5:12
7. "Baby, I Wanna Tell You Something" (Larry Blackmon, Tomi Jenkins, Nathan Leftenant) – 4:18
8. "My Prerogrative" (Bobby Brown, Gene Griffin) – 5:12
9. "Seventeen" (Robert Brookins, Tony Haynes) – 4:32